# Alajos Kenyery
Alajos Kenyery (né le 13 mai 1894 à Budapest et mort le 9 octobre 1955 à Milan) est un nageur et dirigeant fédéral hongrois. Recordman du monde du 400 mètres nage libre, il a participé aux Jeux olympiques de 1912 à Stockholm.

## Biographie
En 1912, Alajos Kenyery détient brièvement le record du mondedu 400 mètres nage libre en 5 min 29 s.
Il est engagé sur cette distance aux Jeux olympiques de Stockholm. Il réalise le 7e temps des séries en 5 min 46 s. Il déclare cependant forfait pour la demi-finale. Au 100 mètres nage libre, il termine dernier de sa série et n'est pas qualifié pour la suite. Engagé en finale avec le relais hongrois du 4X200 mètres nage libre, avec le troisième temps de qualification (10 min 34 s 6), l'équipe déclare forfait. Il est forfait aussi au 1 500 mètres nage libre.
Après la guerre, il établit les records hongrois des 50 et 100 mètres nage libre en 1922.
Sa carrière de nageur terminée, il devient agent d'assurance. Il fait aussi partie du comité de direction de la fédération hongroise de natation.